# Glat muskulatur
De glatte muskler findes i de indre organer og sørger for de bevægelser, som sker automatisk, dvs. uden viljens indflydelse.
De findes omkring tarmene, i mavesækken, i øjets regnbuehinde, i kønsorganerne samt flere andre steder.